# Enghien-les-Bains
Enghien-les-Bains je severno predmestje Pariza in občina v osrednjem francoskem departmaju Val-d'Oise regije Île-de-France. Leta 1999 je imelo naselje 10.368 prebivalcev.

## Geografija
Naselje leži v osrednji Franciji ob jezeru Enghien, 11 km od središča Pariza.

## Administracija
Enghien-les-Bains je sedež istoimenskega kantona, v katerega sta poleg njegove vključeni še občini Deuil-la-Barre in Montmagny s 43.618 prebivalci. Kanton je sestavni del okrožja Sarcelles.

## Ime
Enghien-les-Bains dobesedno pomeni zdravilišče Enghien, po njegovih toplicah je tudi poznan.
Pridevek "les-Bains" je bil dodan k imenu leta 1850. Samo ime prihaja od belgijskega mesta Enghien v bližini Monsa, ki je bil v posesti Condéjcev, stranske linije francoske kraljeve družine, ki so podedovali vojvodstvo Montmorency v letu 1633. Leta 1689 jim je bila s strani francoskega kralja Ludvika XIV. priznana pravica do preimenovanja vojvodstva v "Enghien", da bi s tem ponovno pridobili naslov Enghienskih vojvodov, katerega so izgubili 1569 s smrtjo Ludvika I. Burbonskega.
Vas Montmorency je bila kljub uradnemu preimenovanju imena še vedno poznana pod starim imenom, medtem ko se je Enghien obdržal za ozemlje bližnjega jezera in močvirja. Le-to je kasneje postalo občina Enghien-les-Bains.

## Zgodovina
Pred francosko revolucijo je bilo ozemlje sedanje občine zgolj jezero in movirje pod upravo Montmorencyja. Leta 1766 je bil v bližini jezera najden izvir žveplene vode, ozemlje pa se je začelo razvijati kot zdravilško središče.
Ob ustanovitvi francoskih občin 1790 se je Enghien ločil od pristojnosti Montmorencyja in bil dodeljen več občinam. V 19. stoletju je njegov razvoj vodil v ponovno združitev in ustanovitev svoje občine 7. avgusta 1850, skupaj z deli ozemelj Saint-Gratiena, Soisy-sous-Montmorency in Épinay-sur-Seine.

## Znamenitosti
- Enghiensko jezero, s toplicami in Casinojem,
- cerkev sv. Jožefa iz 19. stoletja.

## Pobratena mesta
- Bad Dürrheim (Nemčija),
- Enghien (Belgija).